# شهرستان هرازدان
شهرستان هرازدان (ارمنی: Հրազդանի շրջան تا ۱۹۵۹ شهرستان آختا ارمنی: Ախտայի շրջան) یکی از سی و هفت شهرستان در تقسیم‌بندی جمهوری شوروی سوسیالیستی ارمنستان بود. مرکز این شهرستان هرازدان بود. طبق سرشماری سال ۱۹۸۷ میلادی جمعیت آن بالغ بر ۱۱۰٬۳۰۰ تن و مساحت آن ۹۴۷ کیلومتر مربع بود. 

## مناطق مسکونی
- آلاپارس
- پیونیک
- آغاونادزور
- آرزاکان
- بجنی
- کارنیس
- آرتاواز
- لرنانیست
- گورگوچ
- هانکاوان
- مارماریک
- مغرادزور
- جرارات
- سولاک
- کاغسی
- فانتان

## نگارخانه

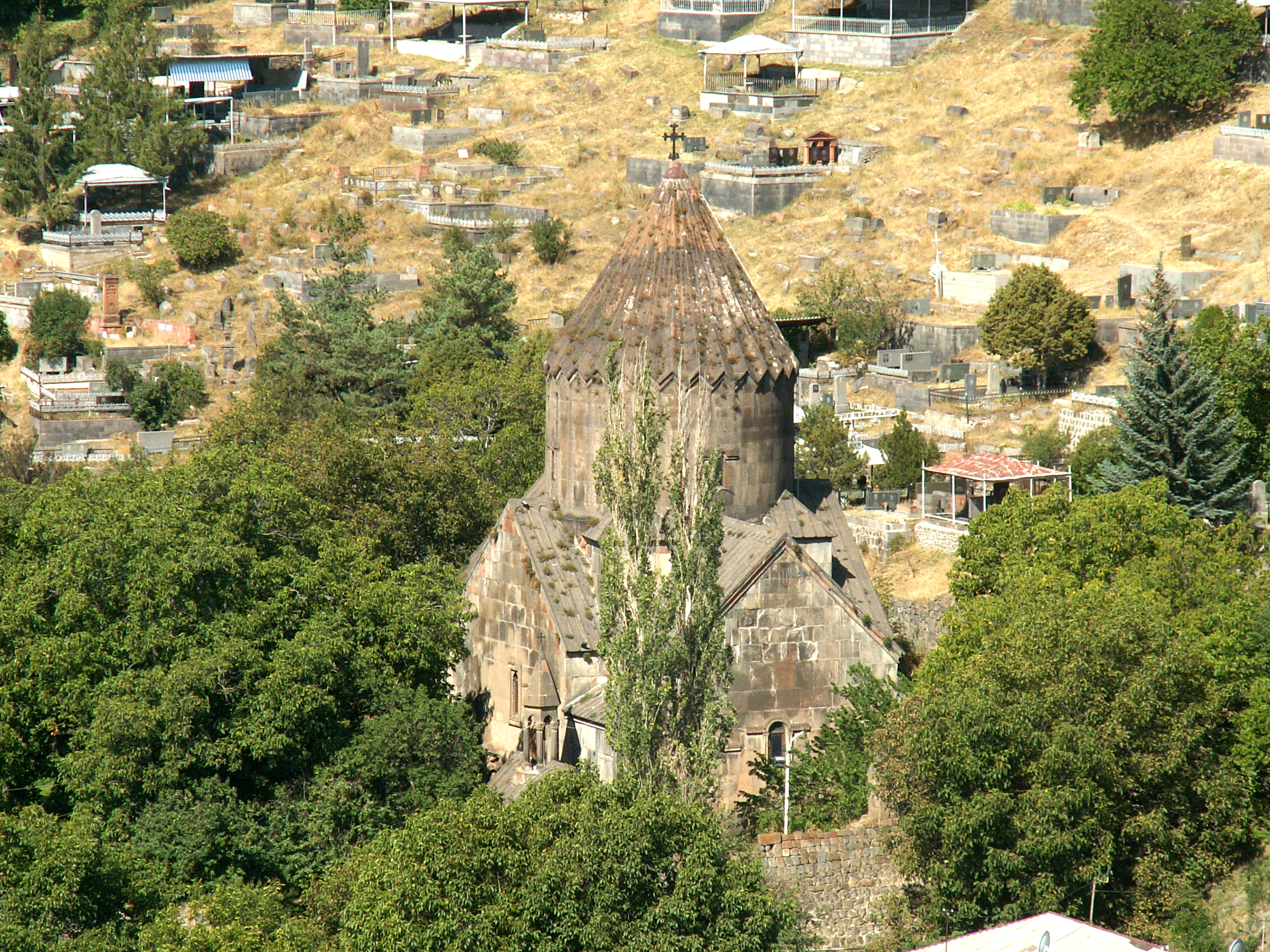
Սուրբ Աստվածածին եկեղեցի (Բջնի)
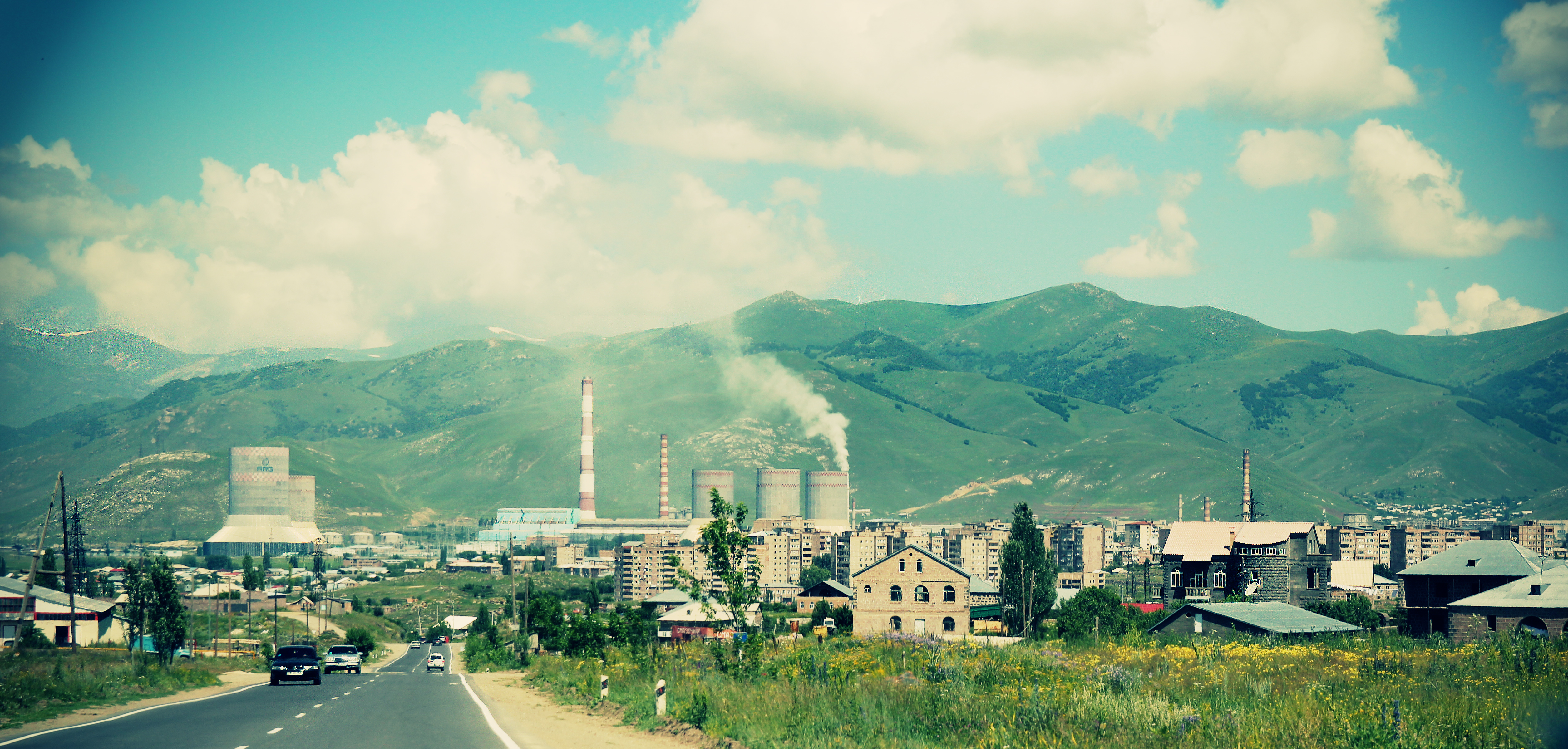
نیروگاه حرارتی هرازدان هرازدان
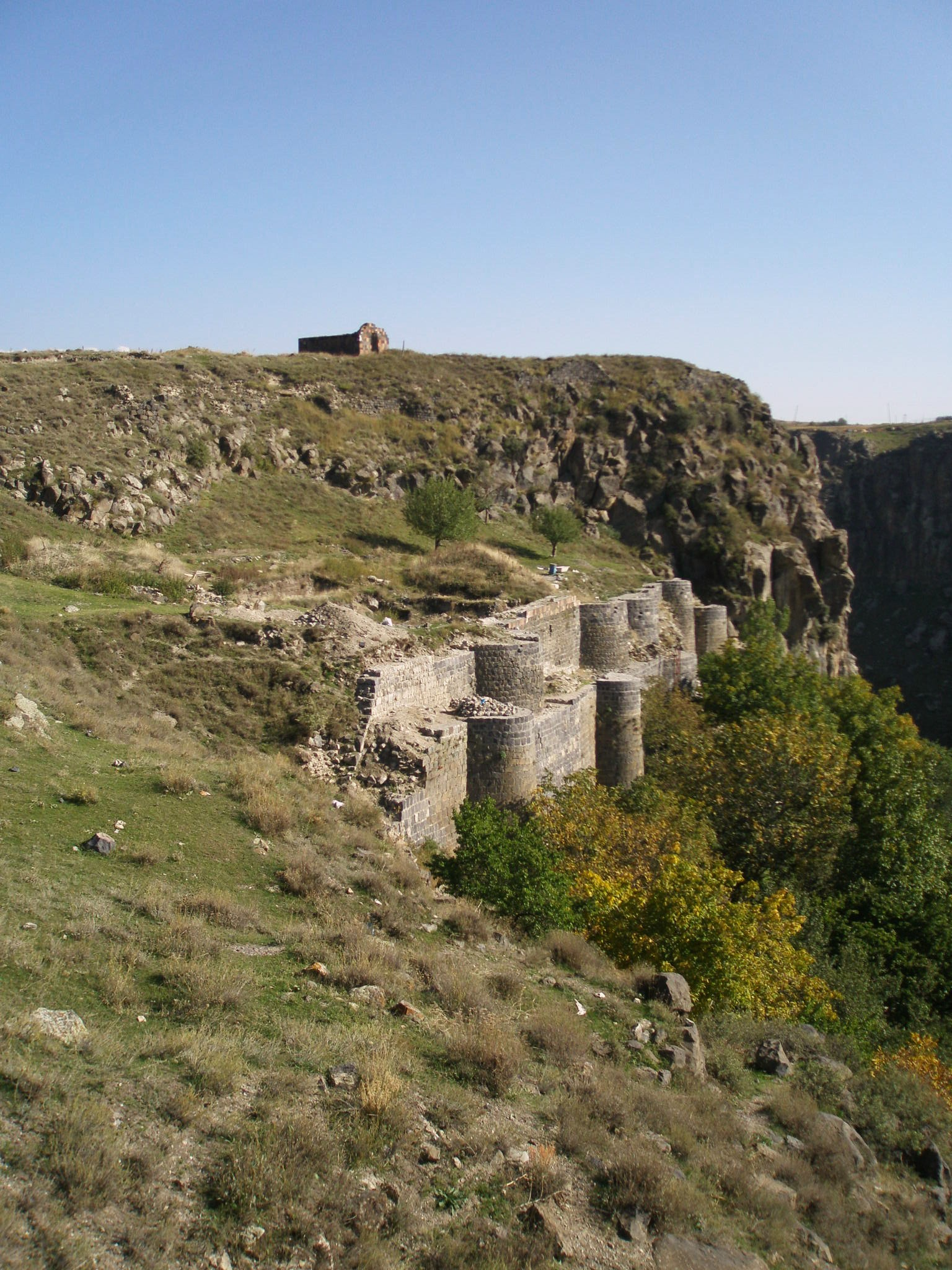
دژ بجنی

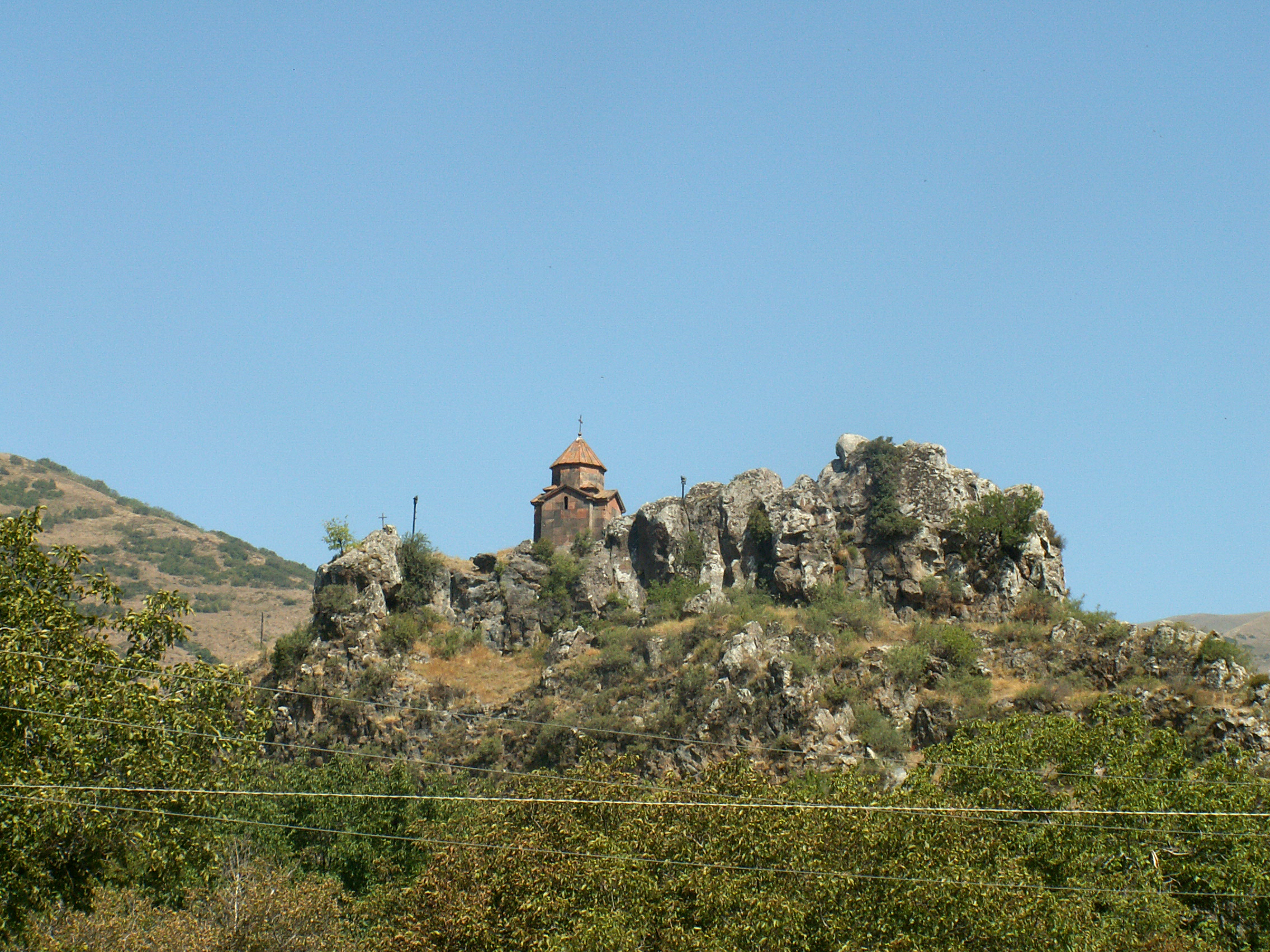
Սուրբ Սարգիս եկեղեցի (Բջնի)
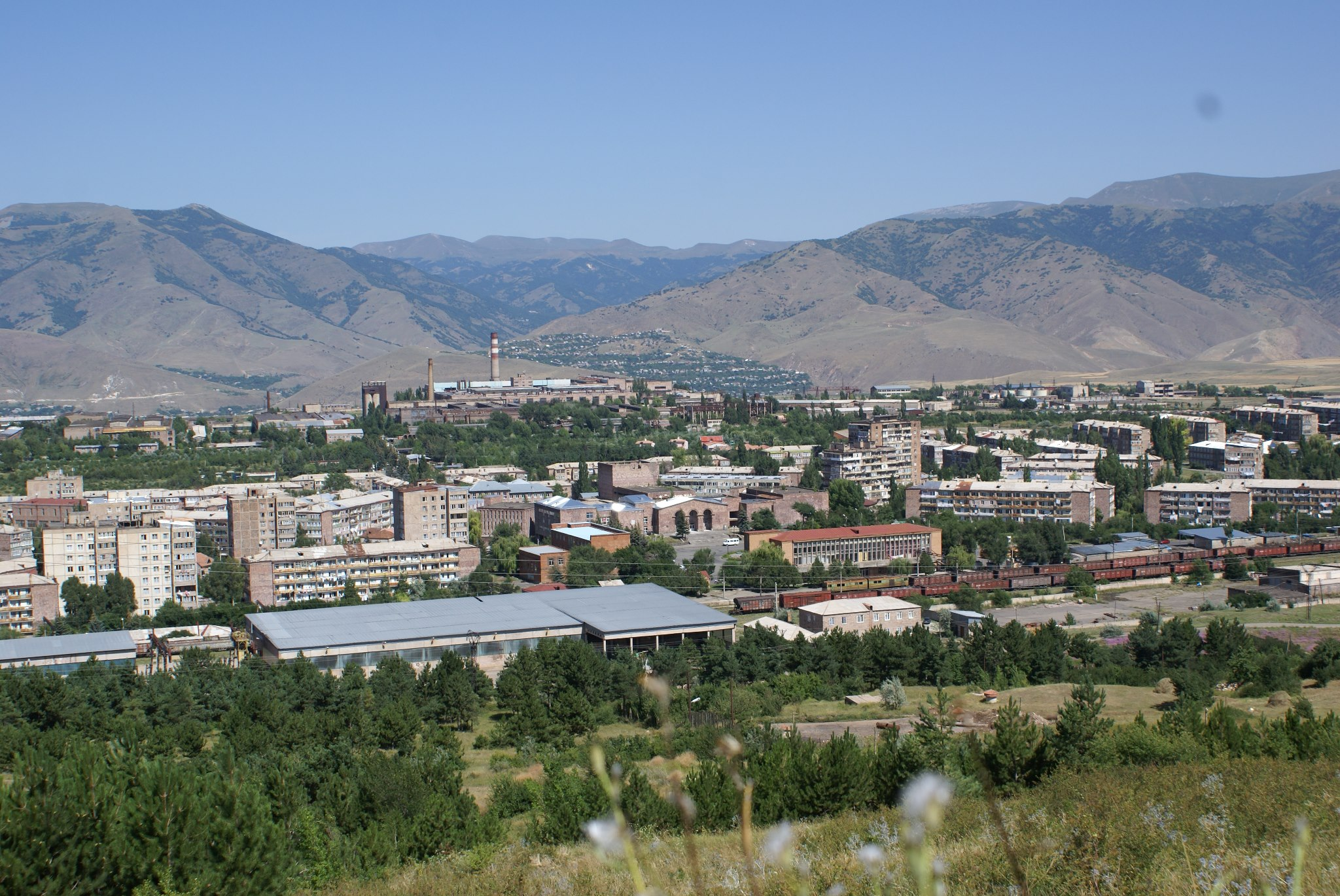
چارنتساوان
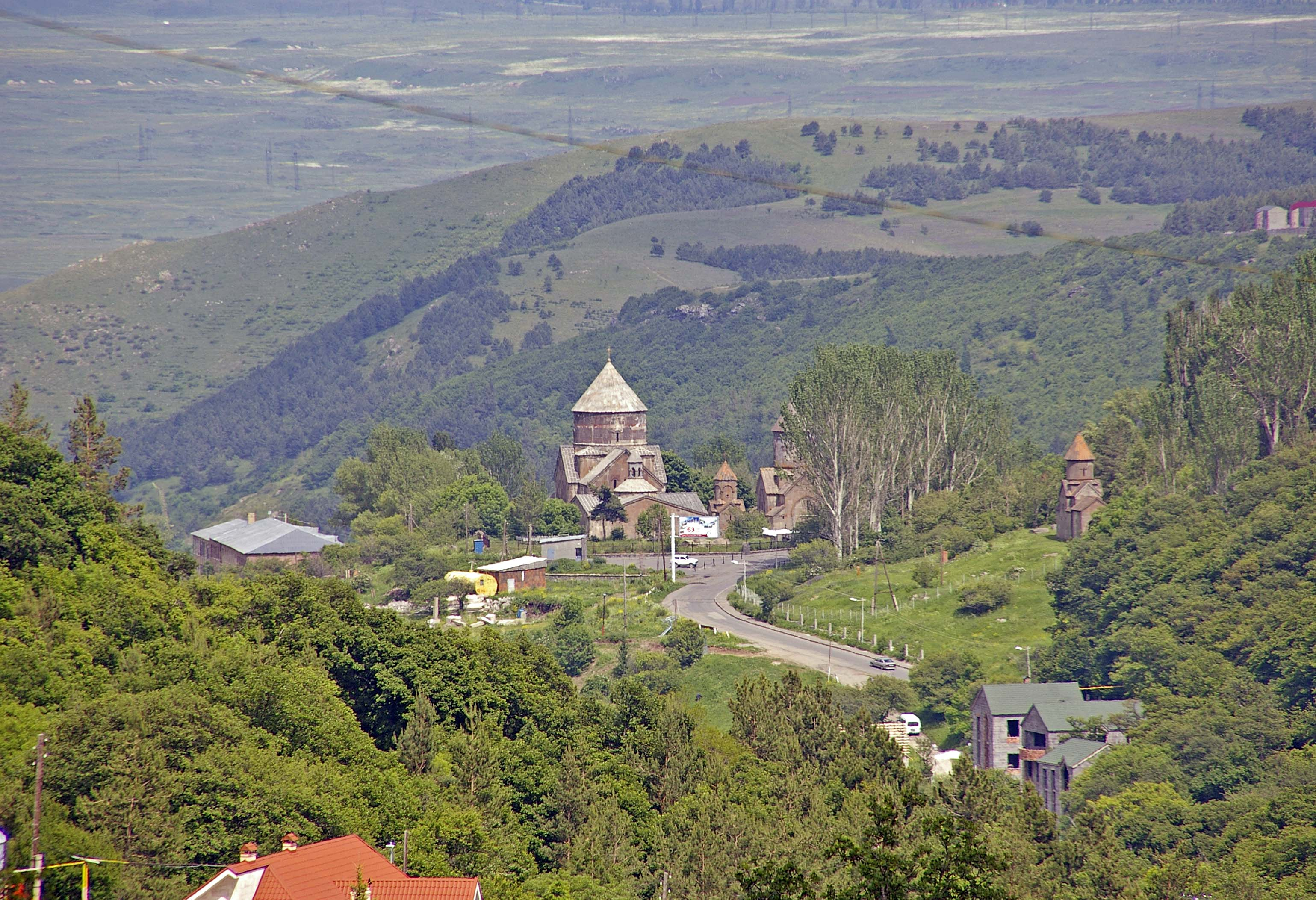
صومعه کچاریسը تساغکادزورում